# Chrysochloroma
Chrysochloroma is een geslacht van vlinders van de familie spanners (Geometridae), uit de onderfamilie Geometrinae.

## Soorten
- C. electrica Warren, 1896
- C. meeki Warren, 1896
- C. megaloptera Lower, 1894